# Серебренников, Семён Алексеевич
Семён Алексеевич Серебренников (Серебреников) (1801—1866) — краевед Ярославской губернии, коллекционер.

## Биография
Родился в 1801 году в Ярославле в купеческой семье. Состоял купцом 2-й гильдии.
Один из первых краеведов Ярославской губернии, первая публикация — 1832 год. Активно печатался в ярославской («Ярославские губернские ведомости», часто выступал под псевдонимом С. С.) и центральной («Московские ведомости», «Русский пантеон», «Северная пчела», «Отечественные записки», «Библиотека для чтения») прессе; также помещал статьи в научных изданиях. Со священником Тихомировым составил «Ярославские литературные сборники» (1849, 1850). Круг его интересов был широк.
Всю жизнь собирал исторические документы, рукописные материалы, книги, рисунки, монеты. Значительную часть собраний составляла нумизматическая коллекция: в ней было большое число русских удельных, великокняжеских, царских, новгородских, псковских и других весьма редких монет, найденных и собранных им в Ярославской губернии. Опубликовал её подробное описание. После его смерти всё было распродано по частям. Некоторые материалы архива Серебренникова ныне хранятся в ГАЯО, ЯИАМЗ, ГИМ.
Был членом-сотрудником Русского археологического общества (с 23 декабря 1854), соревнователем при Московском обществе истории и древностей российских, членом Ярославского губернского статистического комитета.
В 1861 году Серебренников из-за болезни забросил коммерческие и учёные дела. Как следствие, разорился. Умер в первой половине 1866 года в Ярославле.

## Труды
Из трудов Серебренникова были изданы отдельно только статья его «Богоявленский девичий монастырь в Угличе» (из «Ярославских губернских ведомостей», 1853, № 44 и 45) и родословная таблица ростовских князей.
Количество же статей, помещённых в журналах очень велико. Некоторые из них:
- «Ярославские губернские ведомости»:
  - «Очерк древней истории г. Ростова и политические системы ростовских владетельных князей» (1842, № 6)
  - «Краткое историческое описание соборной церкви Успения Пресвятой Богородицы в Ростове» (1842 г., № 16 и 1843 г., № 45)
  - «Исторический взгляд на город Мологу» (1842, № 40)
  - «Исторический взгляд на город Романов-Борисоглебск» (1842, № 44)
  - «Хронологический очерк событий исторических в Ярославле» (1843, № 5)
  - «Великая княгиня Агафия» (1843, № 9 и «Владимирские губернские ведомости», 1843, № 11)
  - «Очерки древней истории Углича» (1843, № 19)
  - «Об избавлении Ростова от разграбления татарского хана Ахмыла» (1843, № 34)
  - «Замечательные пожары в Ярославле» (1843, № 47)
  - «Сибирский царь Алей Кучумов в Ярославле» (1844, № 19)
  - «Три древние каменные башни в Ярославле» (1844, № 46)
  - «Краткое описание Ярославского Томского мужского монастыря в Ярославле» (1845, № 3 и 7)
  - «Краткие исторические сведения о Троицком Варницком монастыре и о епископе Августине» (1848, № 10)
  - «Образ нерукотворенного Спаса и ярославской ружной, или обыденной, церкви» (1848, № 20)
  - «Первый наместник А. П. Мельгунов» (1848, № 21—22)
  - «Очерк церквей г. Ярославля» (1849, № 14—17)
  - «Ссыльный углицкий колокол в Тобольске» (1850, № 5 и «Московские ведомости», 1854, № 98)
  - «Ярославские заметки на старинной рукописи» (1850, № 7)
  - «Церковь пророка Илии в Ярославле» (1850, № 42)
  - «Церкви Спаса на Городу, Архистратига Михаила» (1851, № 14)
  - «Царь Михаил Федорович в Ярославле и Ростове в 1613 г.» (1851, № 24—25)
  - «Княгиня тверская Анна» (1852, № 1)
  - «Старинные русские деньги и серебряные ковши» (1852, № 3)
  - «Парфений Небоза» (1852, № 50)
  - «Церковь Вознесения в Ярославле» (1853, № 10)
  - «Казанский девичий монастырь в Ярославле» (1853, № 35—38)
  - «Два письма Павла I к А. П. Мельгунову» (1854, № 9)
  - «Последние междоусобия князей русских и битвы их в Ярославской, Ростовской и Угличской областях» (1855, № 7—8)
  - «Таблица церквам ярославским 1781 г.» (1857, № 25)

и многие другие.
- «Ярославские епархиальные ведомости»
  - «Письмо св. Дмитрия Ростовского» (1860 г., № 8—9)
- «Ярославский литературный сборник»
  - «Екатерина II в городах Ярославской провинции в 1763 и 1767 г.»
  - «Кн. Д. М. Пожарский и нижегородский гражданин Кузьма Минин-Сухоруков в Ярославле в 1612 г.»
  - «Ф. Г. Волков, первый основатель народного русского театра в Ярославле»
- «Записки отделения русской и славянской археологии», 1851 г., кн. 1
  - «Древности Ярославской губернии»
- «Известия Археологического общества», 1859 г., т. II, вып. 5—6
  - «Два вышитые образа кн. Василия и Константина, Ярославских чудотворцев, находящиеся в ярославском Успенском соборе» (перепечатано в «Ярославских епархиальных ведомостях», 1872, № 2) и во «Временнике Московского Общества истории и древностей»
- «Временник Московского Общества истории и древностей»
  - «Два письма Ионы, митрополита ростовского и ярославского, и казначея его — иеромонаха Вассиана (1763) священнику Иоанникию» (вып. III)
  - «Два любопытные юридические акта» (вып. IV)
  - «Краткие экономические, в деревне следующие записки, составленные В. Н. Татищевым» (вып. XII)
  - «Топографическое описание Вологодского наместничества вообще, Магистратское описание г. Архангельского 1779 г.» (вып. XXV)
  - «Географическое описание г. Архангельского с уездом» (вып. XXV)
  - «Описание г. Ваги 1779 г.» (вып. XXV).

Серебренников был знаком с гр. В. А. Сологубом; в сборнике которого «Вчера и сегодня» (1846) была напечатана статья «Глава из „Тарантаса“ — „Купцы“, исправленная купцом» (кн. 2, стр. 169—182); здесь Серебренников делает несколько поправок в выражениях и терминах, употребленных Сологубом, и даёт образцы разговоров купцов.
Сверх того, Серебренников оставил в рукописи оставшееся неизданным большое сочинение по общей истории Ярославля.